# Острова Хохштеттера
Острова́ Хохште́ттера (устар. острова Гохштеттера) — группа из трёх островов в архипелаге Земля Франца-Иосифа, Приморский район Архангельской области России.

## Расположение
Расположены от меньшего к большему с северо-запада на юго-восток.

## Описание
Крайний западный остров представляет собой скалу-останец высотой до 44 метров и называется Альбатрос. Второй по величине остров — Средний Хохштеттера — небольшой участок суши, сложенный песчаниками. На его юго-западной части находится скала высотой 10 метров. Третий остров — Южный Хохштеттера — самый восточный и наиболее крупный, почти полностью покрыт ледниковым куполом Ермак. На его востоке находится гора высотой до 181 метра. У северного берега находится небольшое озеро, подпитываемое ледниковым куполом.
Названы в честь главы Австрийского географического общества Фердинанда фон Хохштеттера.

### Ближайшие острова
- Остров Галля
- Остров Кольдевея
- Остров Сальм
- Остров Клагенфурт